# Lecanorchis
Lecanorchis ist eine Gattung aus der Familie der Orchideen (Orchidaceae). Sie enthält 23 Arten krautiger Pflanzen, die in Ost- und Südostasien beheimatet sind.

## Beschreibung
Die Arten der Gattung Lecanorchis sind terrestrisch wachsende, krautige Pflanzen. Sie sind blattlos und ernähren sich mykoheterotroph. Unterirdisch befinden sich zahlreiche fleischige, horizontal ausgebreitete Wurzeln an einem kurzen, aufsteigenden Rhizom. Oberirdisch erscheint ein dünner, dunkelbrauner, gelegentlich verzweigter Spross. Die Blätter sind zu kleinen Schuppen reduziert.
Der lockere, traubige Blütenstand enthält einige bräunliche, gelbliche oder grünliche, resupinierte Blüten. Der Fruchtknoten ist dünn, an der Spitze mit einer schüsselförmigen, gezähnten, kelchblattähnlichen Aufweitung (Calyculus) versehen, der später noch an der Frucht zu sehen ist. Zwischen Fruchtknoten und Blütenblättern befindet sich ein Trenngewebe. Die Sepalen und Petalen sind länglich-oval und nicht miteinander verwachsen. Die Lippe ist dreilappig oder ganzrandig, an der Basis ist der Rand mit der Säule zu einer Röhre verwachsen. Die Spreite der Lippe ist behaart. Die Säule ist schlank, am vorderen Ende mit zwei seitlichen Anhängseln. Das Staubblatt ist zweikammrig, der Pollen liegt als einzelne Pollenkörner vor (Monaden), die aber lose zu zwei krümeligen Pollinien geformt sind. Die Kapselfrucht enthält zahlreiche Samen, die zwei charakteristische, fadenförmige, bis 0,9 Millimeter lange Anhängsel besitzen. Die verblühten Stängel von Lecanorchis-Pflanzen bleiben noch bis zu einem Jahr nach der Blüte aufrecht stehen.

## Verbreitung
Lecanorchis ist von Japan und Korea im Norden über China, Hinterindien, die Philippinen, die indonesischen Inseln bis nach Neuguinea verbreitet. Die Pflanzen wachsen in der Laubstreu immergrüner Wälder. Sie besiedeln Höhenlagen bis 1500 Meter.

## Systematik und botanische Geschichte
Lecanorchis wird innerhalb der Unterfamilie Vanilloideae in die Tribus Vanilleae eingeordnet. Nach genetischen Studien ist Lecanorchis wahrscheinlich das Schwestertaxon der Gattung Vanille (Vanilla), eventuell auch nah verwandt mit Epistephium. Da die Pflanzen kein Blattgrün produzieren, kann die DNA der Chloroplasten, die häufig für Studien verwendet wird, nicht für die Untersuchung der Verwandtschaftsbeziehungen genutzt werden.
Lecanorchis wurde 1856 von Carl Ludwig Blume erstbeschrieben. Der Name Lecanorchis kommt vom griechischen λεκάνη lecane „Topf“ und bezieht sich auf das schüsselförmige Ende des Fruchtknotens. Typusart ist Lecanorchis javanica.

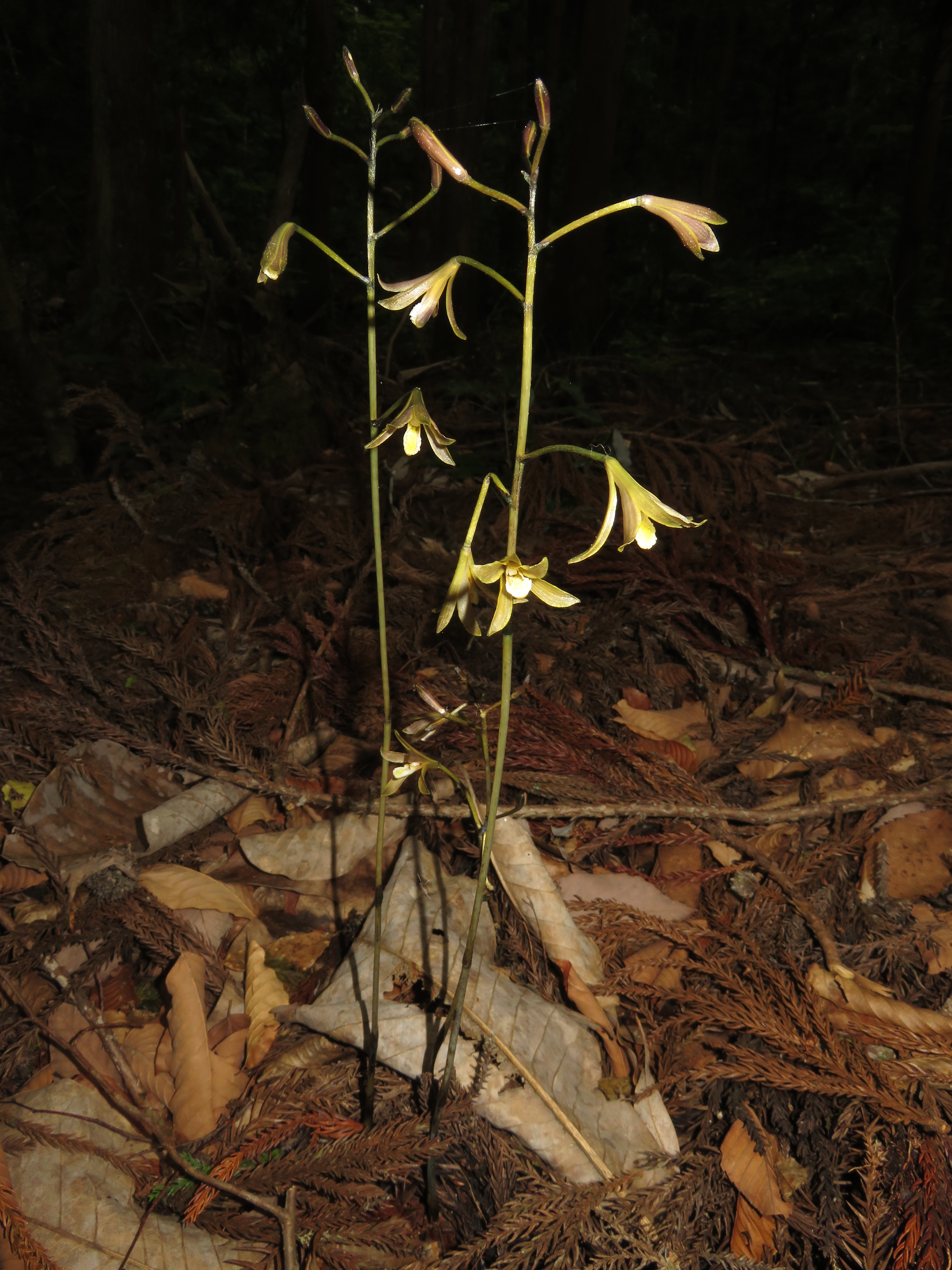
Lecanorchis japonica

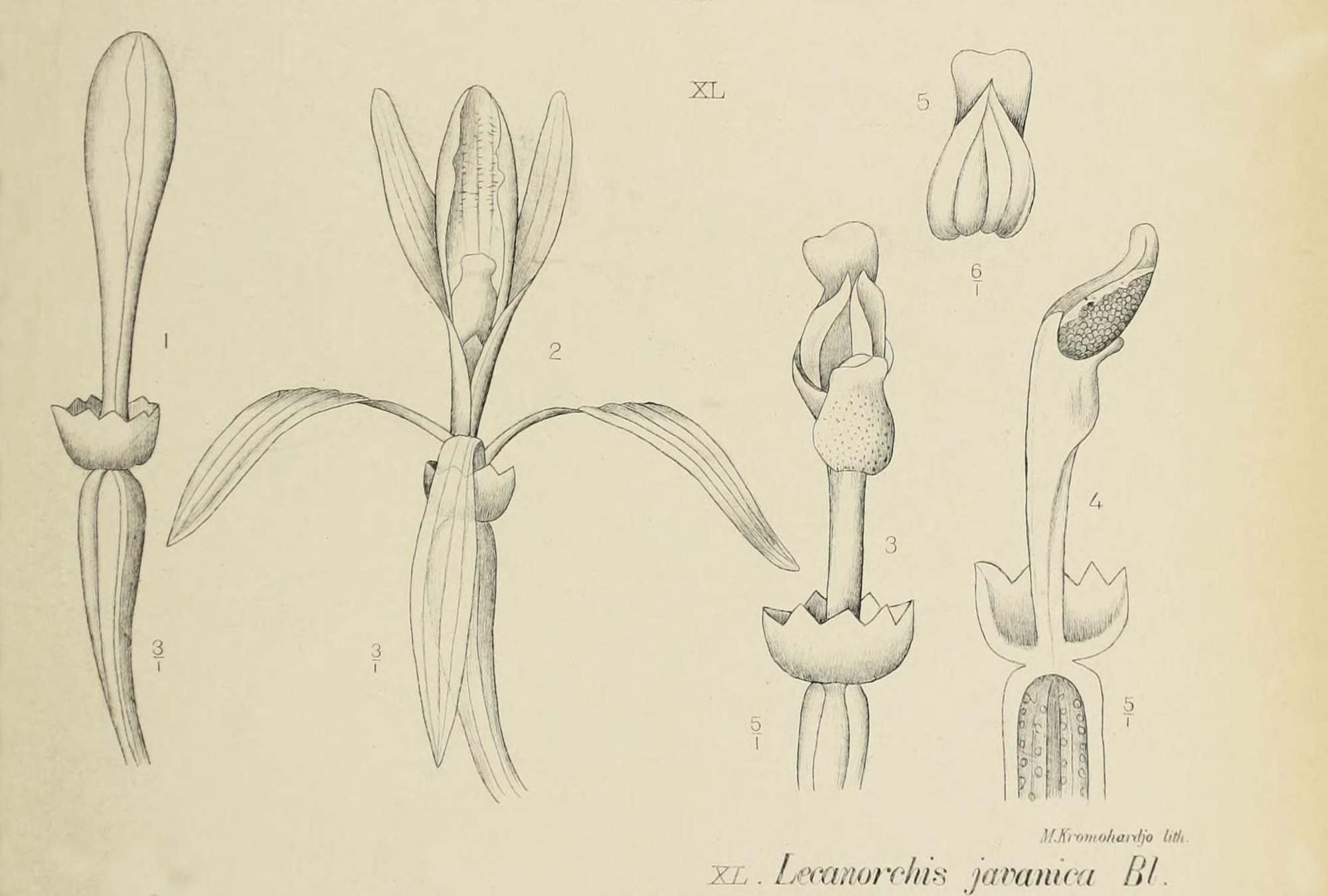
Illustration von Lecanorchis javanica

Folgende Arten werden zur Gattung Lecanorchis gezählt:
- Lecanorchis betongensis Suddee & H.A.Pedersen: Die 2011 erstbeschriebene Art kommt in Thailand vor.[3]
- Lecanorchis bicarinata Schltr.: Sie kommt in Neuguinea vor.[3]
- Lecanorchis bihuensis T.P.Lin & Shu H.Wu: Die 2012 erstbeschriebene Art kommt in Taiwan vor.[3]
- Lecanorchis cerina Fukuy.: Sie kommt in Taiwan vor.[3]
- Lecanorchis japonica Blume: Sie kommt im südöstlichen China, im südlichen Korea und im zentralen und südlichen Japan vor.[3]
- Lecanorchis javanica Blume (Syn.: Lecanorchis seidenfadenii Szlach. & Mytnik): Sie kommt von Thailand bis Malaysia und im westlichen Java vor.[3]
- Lecanorchis kiusiana Tuyama: Sie kommt im südlichen Koea und im südlichen Japan vor.[3]
- Lecanorchis latens T.P.Lin & W.M.Lin: Die 2011 erstbeschriebene Art kommt in Taiwan vor.[3]
- Lecanorchis malaccensis Ridl. (Syn.: Lecanorchis betung-kerihunensis Tsukaya & H.Okada): Sie kommt von Indochina bis ins westliche Malesien vor.[3]
- Lecanorchis moritae Suetsugu & T.C.Hsu: Die 2019 erstbeschriebene Art kommt auf den Nansei-Inseln vor.[3]
- Lecanorchis multiflora J.J.Sm. (Syn.: Lecanorchis brachycarpa Ohwi, Lecanorchis flavicans Fukuy., Lecanorchis subpelorica T.C.Hsu & S.W.Chung): Sie kommt in drei Varietäten von Thailand bis ins westliche Malesien, im südlichen Yunnan und von den Nansei-Inseln bis zu den Philippinen vor.[3]
- Lecanorchis neglecta Schltr.: Sie kommt in Neuguinea vor.[3]
- Lecanorchis nigricans Honda: Sie kommt in drei Varietäten von Japan bis Taiwan, im nördlichen Fujian und vom südöstlichen Thailand bis Vietnam vor.[3]
- Lecanorchis ohwii Masam.: Sie kommt in Taiwan vor.[3]
- Lecanorchis purpurea Masam. (Syn.: Lecanorchis trachycaula Ohwi): Sie kommt vom zentralen und südlichen Japan bis Taiwan vor.[3]
- Lecanorchis sarawakensis Suetsugu & Naiki: Die 2018 erstbeschriebene Art kommt in Sarawak vor.[3]
- Lecanorchis sikkimensis N.Pearce & P.J.Cribb: Sie kommt von Sikkim bis Bhutan vor.[3]
- Lecanorchis suginoana (Tuyama) Seriz.: Sie kommt in Taiwan und auf Honshu vor.[3]
- Lecanorchis tabugawaensis Suetsugu & Fukunaga: Die 2016 erstbeschriebene Art kommt in Japan von Yakushima bis zu den Nansei-Inseln vor.[3]
- Lecanorchis taiwaniana S.S.Ying(Syn.: Lecanorchis amethysteaY.Sawa, Fukunaga & S.Sawa): Sie kommt in Assam, im nördlichen Laos und vom südlichen Japan bis zum nördlichen Taiwan vor.[3]
- Lecanorchis thalassica T.P.Lin: Sie kommt in zwei Varietäten im zentralen Taiwan und in Laos vor.[3]
- Lecanorchis triloba J.J.Sm. (Syn.: Lecanorchis ciliolata J.J.Sm.): Sie kommt von Neuguinea bis zum Bismarck-Archipel vor.[3]
- Lecanorchis vietnamica Aver.: Die 2005 erstbeschriebene Art kommt von Japan bis Taiwan und in Vietnam vor.[3]
- Lecanorchis virella T.Hashim.: Sie kommt in Japan, auf den Nansei-Inseln und im nördlichen Taiwan vor.[3]